# خط مربع
الخط العبري المربّع כְּתָב מְרֻבָּע هو الشكل الشائع للأبجدية العبرية اليوم ، وهو نمط منمق من الخط الآرامي يكتب على اساس رسم مربع.  أصوله التي يمكن تتبعها تعود إلى حوالي 500 قبل الميلاد، وهو مشتق من الأبجدية الساكنة الفينيقية عبر الأبجدية الآرامية. الاسم الآخر لهذا الخط هو الكتابة الآشورية (כְּתָב אַשּׁוּרִית كتب آشوريت)، ومقصود حينها الكتابة السائدة في أشورستان أو الكتابة الكلدانية، وهذه التسمية تشير إلى أصوله في المنفى البابلي، الذي انتشر منه الخط الجديد انتشرًا تدريجيًا.
يرد في التلمود الأورشليمي  أن "الإسرائيليين أتخذوا لأنفسهم خطًا مربعًا" ، وأن الحروف "جاءت مع الإسرائيليين من أشور
| א | ב | ג | ד | ה | ו | ז | ח | ט |
| י | כ | ך | ל | מ | ם | נ | ן | ס |
| ע | פ | ף | צ | ץ | ק | ר | ש | ת |

| א | ב | ג | ד | ה | ו | ז | ח | ט |
| י | כ | ך | ל | מ | ם | נ | ן | ס |
| ע | פ | ף | צ | ץ | ק | ר | ש | ת |

| א | ב | ג | ד | ה | ו | ז | ח | ט |
| י | כ | ך | ל | מ | ם | נ | ן | ס |
| ע | פ | ף | צ | ץ | ק | ר | ש | ת |

جرى تدوين اللغة العبرية بالأبجدية الفينيقية في بداية الألفية الأولى قبل الميلاد. ق.م ، والتي تطورت لاحقًا إلى الكتابة العبرية القديمة المشابة جدًا. مع ظهور الآرامية كلغة رسمية للتواصل خلال الفترة الأخمينية وفي زمن المنفى في بابل ، انتشر الخط الآرامي وأصبح قادرًا على المنافسة بشكل متزايد مع الخط العبري القديم، وجرى  تطويره لاحقًا إلى خط مربع. تعود الأمثلة الأولى إلى زمن المكابيين (167-161 قبل الميلاد). يرجع تاريخ أول مخطوطة مؤرخة إلى 896 م. يحمل هذا الخط اسم الخط المربع  لأن كل حرف يتناسب تمامًا مع مربع أو نصف مربع وخطوط الأحرف ذات الخطوط الأفقية والرأسية في معظم الحالات على أساس من رسم  مربع.
للتلفظ ، جرى استكمال الخط المربّع لاحقًا بنقاط وشرطات ، و كان هناك العديد من الأنظمة المتنافسة. يسمى التنقيط  النقد الماسوراتي . بالإضافة إلى ذلك ، يأتي التنغيم أو ما يشبه التجويد المسى طعميم، الذي يحدد الأداء الموسيقي في قراءات الصلاة اليهودية.
الأنماط الرئيسية للكتابة المربعة هي:
- النمط المصري
- النمط البابلي
- النمط الفارسي
- النمط اليمني
- النمط الغربي
- أسلوب إسباني
- النمط اليوناني
- النمط الإيطالي
- النمط  الفرنسي
- النمط الاشكنازي
- النمط القرائي

## الخطوط العبرية الأخرى
- خط عبري يدوي
- خط راشي